# ITI-Gruppe
Die ITI-Gruppe (International Trading and Investments Holdings SA Luxemburg) war ein polnischer Medienverbund, gegründet von Jan Wejchert und Mariusz Walter im Jahr 1984. In der damaligen Konzession wurden die Einfuhr und der Vertrieb von Filmen auf Videokassetten genehmigt. ITI galt als das erste private Medienunternehmen in der Volksrepublik Polen. Seit 24. Juli 2008 ist es unter dem Namen Holding-Media-Entertainment an der Luxemburger Börse gelistet.
Der Präsident der ITI-Gruppe seit 2005 war Wojciech Kostrzewa (der auch als Generaldirektor agierte), Vizepräsidenten waren Mariusz Walter und Bruno Valsangiacomo.

## Fernsehproduktionsunternehmen
- ITI Film Studio – Herstellung und Vertrieb von Werbefilmen und Übersetzung ausländischer Filme ins Polnische
- ITI Neovision – Herstellung und Vertrieb digitaler Produktionen (für die Medienplattform n)

### Presse
- Tygodnik Powszechny (Allgemeine Wochenzeitung)
- Nasza Legia (Magazin für die Anhänger des Fußballvereins Legia Warschau)

### Unterhaltung
- Multikino – Betreiber von Multiplex-Kinos in den größten polnischen Metropolen
- Silver Screen – Kinounternehmen mit Kinos in allen größeren Städten
- ITI Cinema – Vertriebsunternehmen von Kinofilmen
- ITI Home Video – Vertriebsunternehmen für Filme auf VHS-, VCD- und DVD-Medien
- ITI Impresariat – Künstleragentur

### Sport
- Legia Warszawa S.S.A. – Fußballverein, heute börsennotiertes Aktienunternehmen
- CWKS Legia Warszawa – Sportverein

### Neue Medien
- Onet.pl – Polnisches Internetportal
- Onet.tv – Multimediaplattform für die Internetdienste von Onet.pl (Information, Bildung, Unterhaltung)
- DreamLab – nichtöffentliches Forschungs- und Entwicklungsunternehmen
- Tenbit.pl – Internetportal für Jugendliche
- Plejada.pl – Infotainment-Portal für den Bereich Show-Business
- TVN24.pl – Informationsportal des gleichnamigen Nachrichtenfernsehsenders
- TVNMed.pl – Portal für Ärzte
- Pascal – Verlag für touristische Publikationen
- Media+ – Vertriebsunternehmen für den Verkauf von Werbe- und Sendezeiten
- Zumi.pl – Webverzeichnisdienst
- PcLab.pl – Vertriebsunternehmen für die IT-Branche

### Digitale Plattform (Platforma cyfrowa)
- n (Medienplattform für Conax-codiertes Bezahlfernsehen)
- Telewizja na kartę (Vertriebsunternehmen für die Vermarktung von Bezahlfernsehen)